# Idiops argus
Idiops argus là một loài nhện trong họ Idiopidae.
Loài này thuộc chi Idiops. Idiops argus được Eugène Simon miêu tả năm 1889.